# Dolph Sweet
Pour les articles homonymes, voir Sweet.
Dolph Sweet, nom de scène d'Adolphus Jean Sweet, né le 18 juillet 1920 à New York (New York) et mort d'un cancer le 8 mai 1985 à Tarzana, en Californie (États-Unis), est un acteur américain.

## Filmographie
- 1961 : Les Blouses blanches (The Young Doctors) : Policier en voiture
- 1965 : The Trials of O'Brien  (série TV) : Lt. Garrison (épisodes inconnus)
- 1966 : Big Boy (You're a Big Boy Now) : Patrolman Francis Graf
- 1956 : The Edge of Night (série TV) : Harry Constable (épisodes inconnus, 1967-1968)
- 1968 : A Lovely Way to Die : Haver
- 1968 : Le Plongeon (The Swimmer) : Henry Biswanger
- 1968 : La Vallée du bonheur (Finian's Rainbow) : Sheriff
- 1969 : L'Homme perdu (The Lost Man) : Capitaine de police
- 1970 : Le Cerveau d'acier (Colossus: The Forbin Project) : Missile Commander
- 1970 : Escapade à New York (The Out of Towners) : Police Sgt Kavalefski
- 1971 : The Telephone Book : Obscene Phone Caller Four
- 1970 : Somerset (série TV) : Gerald Davis #2 (1971) (temporary substitute for Walter Matthews) (épisodes inconnus)
- 1972 : Fear Is the Key : Jablonsky
- 1972 : Between Time and Timbuktu (TV) : General
- 1972 : Les flics ne dorment pas la nuit (The New Centurions) de Richard Fleischer : Sergeant Runyon
- 1964 : Another World (série TV) : Police Chief Gil McGowan #2 (épisodes inconnus, 1972-1977)
- 1973 : Sœurs de sang (Sisters) : Detective Kelly
- 1973 : Flics et voyous (Cops and Robbers) : George
- 1974 : Les Vagabonds du nouveau monde (The Migrants) (TV) : Sheriff
- 1974 : Les Mains dans les poches (The Lord's of Flatbush) : Mr. Rosiello
- 1974 : Amazing Grace : Mayor Scott
- 1974 : Les Pirates du métro (The Taking of Pelham One Two Three) de Joseph Sargent : Capt. Costello (voix)
- 1977 : The Bad News Bears in Breaking Training : Mr. Manning
- 1977 : Billy: Portrait of a Street Kid (TV) : George
- 1977 : A Killing Affair (TV) : Lt. Scotty Neilson
- 1977 : Which Way Is Up? : The Boss
- 1978 : King (feuilleton TV) : J. Edgar Hoover
- 1978 : Death Moon (TV) : Lieutenant Russ Cort
- 1978 : Le Merdier (Go Tell the Spartans) : Gen. Harnitz
- 1978 : Le Ciel peut attendre (Heaven Can Wait) de Warren Beatty et Buck Henry : Head coach
- 1979 : Studs Lonigan (feuilleton TV) : Father Gilhooley
- 1979 : Les Seigneurs (The Wanderers) : Chubby Galasso
- 1979 : Rendezvous Hotel (TV) : Harvey Greenwood
- 1979 : Flesh and Blood (TV) : Thompson
- 1979 : Marciano (TV) : Si Menchlemann
- 1979 : Act of Violence (it) (TV) : Detective O'Brien
- 1979 : Aunt Mary (TV) : Amos
- 1980 : When the Whistle Blows (série TV) : Norm Jenkins (épisodes inconnus)
- 1980 : Le Droit à la justice (Gideon's Trumpet) (TV) : Charlie
- 1980 : Below the Belt : LeRoi
- 1981 : The Acorn People (TV) : Donald Bradshaw
- 1981 : The Two Lives of Carol Letner (TV) : Lieutenant Ron Vance
- 1981 : Jacqueline Bouvier Kennedy (en) (TV) : Waldrop
- 1981 : Les Rouges (Reds) : Big Bill Haywood